# Genista fukarekiana
Genista fukarekiana là một loài thực vật có hoa trong họ Đậu. Loài này được Micevski & E.Mey. miêu tả khoa học đầu tiên.